# 決定版 やしきたかじん
『決定版 やしきたかじん』（けっていばんやしきたかじん）は、1993年11月13日に発売された、やしきたかじんのベスト・アルバム。

## 内容
ビクターエンタテインメントが、『決定版』シリーズとして企画したベスト・アルバムの一つで、たかじん全アルバムを通じ2番目の売上を誇った。収録曲は鹿紋太郎と伊藤薫作詞・作曲楽曲から主に選曲された。

## 収録曲
1. なめとんか（4：52）
作詞・作曲：鹿紋太郎　編曲：若草恵
2. Guilty（3：37）
作詞・作曲：伊藤薫　編曲：鹿紋太郎
3. 順子（5：19）
作詞・作曲：鹿紋太郎　編曲：川村栄二
4. ICHIZU（4：51）
作詞・作曲・編曲：鹿紋太郎
5. Yume Irankane (new remix version)（リテイク・バージョン）（4：36）
作詞：荒木十章　作曲：やしきたかじん　編曲：上柴はじめ
6. 悲しみのAgain（4：46）
作詞・作曲：伊藤薫　編曲：奥慶一
7. 未練〜STILL〜（4：05）
作詞・作曲：鹿紋太郎　編曲：萩田光雄
8. 黄昏のSolitude（4：06）
作詞・作曲：伊藤薫　編曲：川村栄二
9. 雨の吐息（3：57）
作詞・作曲：鹿紋太郎　編曲：若草恵
10. ラヴ・イズ・オーヴァー（4：21）
作詞・作曲：伊藤薫　編曲：八木正生
11. ついてくよ（4：37）
作詞・作曲：鹿紋太郎　編曲：若草恵
12. 雨の日はバラードで（5：03）
作詞：ありそのみ・谷口雅洋　作曲：谷口雅洋　編曲：川村栄二
13. 愛することを学ぶのに（4：46）
作詞：来生えつこ　作曲：来生たかお　編曲：川村栄二
14. あんた（4：06）
作詞・作曲：伊藤薫　編曲：若草恵
15. やっぱ好きやねん（4：25）
作詞・作曲：鹿紋太郎　編曲：川村栄二
16. 大阪恋物語（5：23）
作詞・作曲：鹿紋太郎　編曲：若草恵